# Pekka Marjamäki
Pekka "Marja" Marjamäki, född 18 december 1947 i Tammerfors, död 10 maj 2012 i Tammerfors, var en finländsk ishockeyspelare. Han spelade bland annat för Tappara. Han valdes 1990 in i den finländska ishockeyns Hall of Fame.
Säsongen 1979/1980 spelade han för HV 71.

### Fotnoter
1. ↑  ”Kiekkolegenda Pekka Marjamäki on kuollut” (på finska). Iltasanomat. 10 maj 2012. Arkiverad från originalet den 12 maj 2012. https://web.archive.org/web/20120512212838/http://www.iltasanomat.fi/jaakiekko/kiekkolegenda-pekka-marjamaki-on-kuollut/art-1288468114081.html. Läst 10 maj 2012.
2. ↑  Jarkko päiväniemi (10 maj 2012). ”Finsk hockeylegendar död i hjärtattack” (på svenska). Sportbladet. http://www.aftonbladet.se/sportbladet/article14808443.ab. Läst 26 mars 2017.